# Lydda perkinsi
Lydda perkinsi är en insektsart som beskrevs av Frederick Arthur Godfrey Muir 1913. Lydda perkinsi ingår i släktet Lydda och familjen Derbidae. Inga underarter finns listade i Catalogue of Life.